# Barrio General Arenales
General Arenales es un barrio de la Ciudad de Córdoba. Se encuentra ubicado a unos 14 kilómetros al noreste del centro de la ciudad. Su población ascendía en 2001 a 2.229 habitantes.
Este barrio se encuentra totalmente separado de la mancha urbana de la ciudad, con la que se comunica a través de la ruta provincial 88, conocido como Camino a Monte Cristo.
Forma parte de una mancha urbana que incluye al barrio La Floresta y la ciudad de Malvinas Argentinas, de la que se encuentra separada únicamente por una calle que coincide con el límite entre los departamentos Capital y Colón, distinguiéndose ambas urbanizaciones por la orientación del trazado de las calles.
Al ser un barrio lejano, siempre tuvo problemas con la comunicación con el centro de la ciudad. Los vecinos debían pagar boleto interurbano para llegar, y hasta quisieron desvincularse de la ciudad. Luego, todo este problema se solucionó cuando la Municipalidad creó la línea 66 del corredor 